# Cheritra orphnine
Cheritra orphnine är en fjärilsart som beskrevs av Cowan 1967. Cheritra orphnine ingår i släktet Cheritra och familjen juvelvingar. Inga underarter finns listade i Catalogue of Life.